# Shanghai Futures Exchange
Die Shanghai Futures Exchange (SHFE; chinesisch: 上海期货交易所) ist eine Wertpapier- und Terminbörse in Shanghai, China, die aus dem Zusammenschluss der nationalen Terminbörse Chinas, der Shanghai Metal Exchange, der Shanghai Foodstuffs Commodity Exchange und der Shanghai Commodity Exchange im Dezember 1999 entstanden ist. Es handelt sich um eine gemeinnützige eingetragene Körperschaft der China Securities Regulatory Commission (CSRC). Der Handelssaal befindet sich in Lujiazui, im Shanghaier Stadtteil Pudong. Derzeit werden Terminkontrakte in Kupfer, Aluminium, Zink, Zinn, Nickel, Blei, Naturkautschuk, Heizöl, Silber und Gold gehandelt. 

## Mitgliedschaften
Die SHFE ist Mitglied der China Futures Association und der World Federation of Exchanges.